# Re-Animator
Re-Animator (Brasil: Re-animator: A Hora dos mortos vivos ) é um filme estadunidense de ficção científica e terror do ano de 1985 dirigido por Stuart Gordon.
Re-Animator gerou duas continuações:  Bride of Re-Animator de 1991 e Beyond Re-Animator de 2003.

## O livro
Re-Animator foi baseado no livro Herbert West–Reanimator do escritor americano H. P. Lovecraft mas conhecido no Brasil por ter criado os personagens dos contos de Cthulhu. Lovecraft assumidamente se inspirou na obra Frankenstein, de Mary Shelley para criar o enredo de Re-Animator sendo que ironicamente o filme de 1985 tenha tido elementos tão vagos do conto original.

## Elenco
- Bruce Abbott.... (Dan Cain)
- Jeffrey Combs.... (Herbert West)
- Barbara Crampton.... (Megan Halsey)
- David Gale.... (Doutor Carl Hill)
- Robert Sampson.... (Dean Halsey)
- Gerry Black.... (Mace)
- Carolyn Purdy-Gordon.... (Dr. Harrod)

## Prêmios e Indicações

### Prêmios
Festival de Cinema Fantástico de Avoriaz
- Mencão Especial: 1986

 Festival de Sitges
- Melhor Filme: 1985

### Indicações
Saturn Awards
- Melhor Filme de Horror: 1986
- Melhor Maquiagem: 1986